# Orch-Or
Il modello ORCH-OR (ORCHestrated Objective Reduction) è un modello della mente ideato da Roger Penrose e Stuart Hameroff. L'idea centrale dell'ipotesi è che la coscienza nel cervello origini da un processo che avviene all'interno dei neuroni, piuttosto che nell'interazione tra di essi.

## Il Modello
Secondo la teoria formulata dal fisico inglese Roger Penrose, il cervello umano potrebbe non essere guidato da algoritmi. Presentare quindi processi o proprietà fisiche non descrivibili secondo il formalismo matematico tradizionale, ha costretto Penrose e Hameroff a ricorrere alla teoria quantistica per la definizione di un modello plausibile.
Nella teoria quantistica, le unità fondamentali, i quanti, sono per certi versi molto diversi dagli oggetti che si incontrano in fisica classica. Quando sufficientemente isolati dall'ambiente essi possono essere considerati come onde. Tuttavia tali onde non sono onde materiali ma essenzialmente onde di probabilità: la probabilità di trovare una particella in qualche posizione specifica. (Queste probabilità si applicano anche ad altri stati di particella, come la quantità di moto, ma per semplicità si farà riferimento alla sola probabilità di occupare una certa posizione). Il picco dell'onda indica la posizione nella quale si ha la massima probabilità di trovare una particella. Le diverse posizioni possibili per la particella sono indicate come sovrapposizioni quantistiche o semplicemente sovrapposizioni. Ci stiamo riferendo, ripetiamo, alla sola forma isolata dei quanti. Quando i quanti sono oggetto di misurazioni o d'interazioni con l'ambiente, la caratteristica rappresentazione ad onda di probabilità viene persa e le particelle finiscono per occupare una specifica posizione nello spazio. Questo cambiamento è comunemente indicato con il termine collasso della funzione d'onda.
Quando avviene il collasso, la scelta della posizione per la particella è casuale. Questa è una singolare condizione che mette in crisi  i canoni della fisica classica. Non vi è alcun processo di causa-effetto e nessun sistema di algoritmi che possono prevedere la posizione assunta  per le particelle.
Penrose ha ipotizzato  che le idee esistenti sul collasso della funzione d'onda potrebbero applicarsi solo a situazioni in cui i quanti sono oggetto di misurazione o d'interazione con l'ambiente. Considerando il caso in cui i quanti non sono oggetto di misurazioni o interazioni e  restano isolati dall'ambiente, egli ha proposto che essi possano essere soggetti a una diversa forma di collasso della funzione d'onda.
A queste particolari condizioni locali, Penrose ha applicato la  teoria generale della relatività di Einstein e  relative sue nozioni proprio sulla struttura dello spazio-tempo. La relatività generale afferma che lo spazio-tempo viene curvato da oggetti dotati di massa. Penrose, nel cercare di conciliare la relatività e la teoria quantistica, ha suggerito che su scala molto piccola questo spazio-tempo curvo non è continuo ma discreto e disposto in modo da formare una rete.
Penrose postula che ogni sovrapposizione quantistica ha una sua area specifica di curvatura dello spazio-tempo. Secondo la sua teoria, queste zone diversificate di curvatura dello spazio-tempo sono separate le une dalle altre e costituiscono una forma di bolla nello spazio-tempo. Penrose propone, inoltre, un limite alla dimensione di questa bolla spazio-tempo. Questo limite è dell'ordine della scala di Planck (10-35m). Oltre questo limite, Penrose suggerisce che lo spazio-tempo può essere visto come continuo e che la gravità inizia a esercitare la sua forza sulla bolla spazio-tempo. Da qui nasce un'instabilità al di sopra della scala di Planck, e il collasso si forma in modo da scegliere solo una delle possibili posizioni per particella. Penrose chiama questo evento riduzione oggettiva (OR), la riduzione è un altro termine utilizzato per il collasso della funzione d'onda.
Una caratteristica importante di riduzione di Penrose è che il momento del collasso è funzione del rapporto massa/energia degli oggetti in fase di collasso. Quindi maggiore è la sovrapposizione, più veloce sarà l'OR e viceversa. Per esempio, un elettrone separato, se isolato dal contesto, avrebbe bisogno di 10 milioni di anni per raggiungere la soglia OR. Un oggetto isolato di 1 kg avrebbe raggiunto la soglia in soli 10-37 secondi. Tuttavia gli oggetti, da qualche parte tra la scala di un elettrone e le dimensioni di un gatto, potrebbero collassare entro tempi che sono quelli tipici dell'elaborazione neurale.
La soglia di Penrose per OR è data dal principio d'indeterminazione E=ℏ/t, Dove E è l'autoenergia gravitazionale o anche il grado di separazione spazio-temporale dato dalla massa di sovrapposizione, ℏ è la costante di Planck ridotta e t è il tempo fino al quale l'OR non si verifica.

## Implicazioni per la coscienza
Dal punto di vista della teoria della coscienza, una caratteristica essenziale della riduzione oggettiva di Penrose è che la scelta degli stati in cui si verifica la riduzione oggettiva avviene in modo casuale, diverso sia dalle misure originate dal fenomeno di decoerenza, sia da una selezione completamente algoritmica. Piuttosto gli stati, si è proposto, siano selezionati da una 'non-computabile' influenza incorporata nel livello, fondamentalmente legata alla geometria dello spazio-tempo su livelli di grandezza dell'ordine della scala di Planck.
Quando scrisse il suo primo libro sulla coscienza, La mente nuova dell'imperatore (1989),  Penrose non disponeva di una proposta dettagliata su come funzionassero i processi quantistici nel cervello. Successivamente, Stuart Hameroff, suggerì a Penrose che certe strutture all'interno delle cellule cerebrali (neuroni) potevano essere candidati idonei alla trasformazione quantistica e di conseguenza al fenomeno della coscienza. La teoria Orch-OR nacque, quindi, dalla collaborazione di questi due scienziati ed è esposta nel volume Ombre della Mente (1994).
Hameroff ha contribuito alla teoria derivata dallo studio delle cellule cerebrali (neuroni). Il suo interesse si è focalizzato sul citoscheletro, che fornisce la struttura interna di sostegno per i neuroni, e in particolare sui microtubuli, che sono la componente più importante del citoscheletro. Come hanno registrato i progressi delle neuroscienze, il ruolo del citoscheletro e dei microtubuli ha assunto enorme rilevanza. Oltre a fornire una struttura di supporto per la cellula, le funzioni note dei microtubuli comprendono il trasporto delle molecole, tra le quali anche le molecole dei neurotrasmettitori legati dalle sinapsi, il controllo dei movimenti della cellula, la sua crescita e la sua  forma.
Hameroff ha proposto come i microtubuli siano i candidati idonei a supportare l'elaborazione quantistica. L'entanglement quantistico è uno stato in cui le particelle possono alterare l'un l'altro le proprietà  istantaneamente e a distanza, in un modo che non sarebbe possibile, se fossero oggetti estesi su larga scala i quali obbedirebbero alle leggi della meccanica classica e non della fisica quantistica.
Nel caso degli elettroni Hameroff ha suggerito che, nella subunità di tubulina dei microtubuli,  un gran numero di questi elettroni possono essere coinvolti in uno stato conosciuto come un Condensato di Bose-Einstein. Questa condizione si verifica quando un gran numero di particelle quantiche sono bloccate in fase e possono essere viste  come un oggetto quantistico unico. Queste sono caratteristiche quantistiche su scala macroscopica, e Hameroff suggerisce che è attraverso una caratteristica di questo tipo di attività quantistica, che avviene di solito su scala molto piccola, che potrebbe essere implementata un'influenza su larga scala nel cervello.
Hameroff ha proposto che i microtubuli  condensati in un unico neurone possano essere  collegamenti  con condensati di microtubuli in altri neuroni e cellule gliali via giunzioni gap. In aggiunta alle connessioni sinaptiche tra le cellule cerebrali, le giunzioni gap sono una categoria diversa di connessioni, dove il divario tra le cellule è sufficientemente piccolo da rendere possibile ad oggetti quantici l'attraversarlo per mezzo di un processo noto come tunnel quantico. Hameroff propone che tale tunnel consente ad un oggetto quantistico, come il condensato di Bose-Einstein di cui sopra, di passare in  altri neuroni, e quindi di propagarsi su una vasta area del cervello generando un oggetto quantistico unico.
Si ipotizza inoltre che questa caratteristica quantistica su larga scala sia la fonte delle onde gamma di sincronizzazione osservate nel cervello, e talvolta considerate come correlate al fenomeno della coscienza. A sostegno della teoria vi è che le giunzioni gap siano legate alle onde gamma, Hameroff cita una serie di studi degli ultimi anni.
In parole più semplici, secondo il modello del collasso fisico di Diósi-Penrose, la gravità causa il collasso delle vibrazioni meccaniche quantistiche, all'interno dei neuroni, in filamenti di proteine chiamati microtubuli, che attivano lo stato di coscienza.
La teoria Orch-OR combina l'ipotesi di Penrose per quanto riguarda il teorema di Gödel, con l'ipotesi Hameroff con riguardo ai microtubuli. Insieme, Penrose e Hameroff hanno proposto che, quando si determinano condensazioni nel cervello sottoposto ad una riduzione oggettiva della funzione d'onda, il collasso è connesso a decisioni di carattere non  computazionale incorporate nella geometria dello spazio-tempo .
La teoria propone inoltre che i microtubuli si influenzano mutuamente e sono influenzati dalle attività tradizionali delle sinapsi dei neuroni. L'Orch, del termine Orch-OR, sta per "orchestrato" dando così vita al nome completo della teoria: "Riduzione oggettiva orchestrata". L'Orchestrazione si riferisce al processo mediante il quale le proteine di un ipotetico connettivo, note come proteine associate ai microtubuli (MAP), influenzano o orchestrano la trasformazione quantistica dei microtubuli.